# Judeline
Lara Fernández Castrelo, más conocida como Judeline, (Jerez de la Frontera, 18 de enero de 2003) es una cantante y productora española de género pop-indie. Se dio a conocer inicialmente en redes sociales publicando covers y composiciones propias. Su introducción en la industria musical española llegó en el año 2020, cuando colaboró con el cantante y productor Alizzz.
En 2023 firmó con el sello discográfico Interscope Records, con el cual lanzó su álbum debut Bodhiria.
Además de su carrera musical, que destaca por su propuesta visual y escénica, ha colaborado con marcas como Louis Vuitton, y ha sido reconocida por medios como Vogue o Haper’s Bazaar. En 2025, ganó el Premio Odeón a mejor artista alternativo.

## Biografía
Nació en Jerez de la Frontera, aunque creció y pasó toda su infancia en Barbate, en la localidad de Los Caños de Meca. Es de madre Jerezana y de padre Venezolano —este último es músico no profesional—, creció en un entorno influenciado por el arte y la música. Su padre ha sido una figura de admiración e inspiración para la artista. Desde pequeña mostraba interés por el arte que su padre le había inculcado y a medida que desarrollaba su voz, comenzó a proyectar su pasión por la música. Judeline también encontró inspiración en referentes culturales que marcaron su generación, como Hannah Montana, el personaje interpretado por Miley Cyrus.
Con 17 años se mudó a Madrid para completar sus estudios de Bachillerato Artístico, pero los dejó de lado para dedicarse a su carrera musical. A raíz de ahí comenzó a publicar covers y composiciones propias en redes sociales y SoundCloud. Su reconocimiento empezó a crecer tras publicar una versión de la canción «Pena, Penita, Pena» de Lola Flores. Su nombre artístico proviene de la canción de los Beatles «Hey Jude», ya que era la canción favorita de su padre. En una entrevista para la revista Vibras, comentó que su arte es una forma de expresar su interioridad y que cada canción es una representación de su mundo emocional y espiritual.
Su estilo contiene referencias a muchos estilos, entre los que destacan el flamenco, trap, R&B, reggaeton y también sonidos árabes. En su trabajo podemos ver referencias constantes a sus raíces gaditanas y andaluzas.

## Trayectoria musical

### 2020 - 2023: Primeros años y reconocimiento.
Su popularidad aumentó gracias a la colaboración con el cantante y productor Alizzz en su proyecto Desclasificados (2020).
En 2023, Lara firma con el sello discográfico Interscope Records, cuya matriz es Universal Music Group. En él figuran artistas como Lana Del Rey, Billie Eilish o Kendrick Lamar, o su compatriota Bad Gyal. En este año, Judeline lanza varios sencillos que la dan a conocer a nivel nacional: «TÁNGER», «ZAHARA», «CANIJO» y «2+1», además de participar en el álbum del productor puertorriqueño Tainy «DATA», en la canción «si preguntas por mí», junto a Kris Floyd. Además, a lo largo de 2023 fue llamada para actuar en grandes festivales de música a nivel nacional como el Primavera Sound, el Bilbao BBK Live, Cabo de Plata, el SanSan Festival o el Sónar, además de hacer conciertos propios. En agosto de 2023, se convirtió en la apuesta del mes de Up Next España, un programa de Apple Music en el que se reconoce el valor de artistas emergentes.

### 2024 - presente:Bodhiriay gira mundial.
En 2024 fue la artista invitada en los conciertos en Europa de la gira «Que bueno volver a verte Tour» de J Balvin. Este mismo año lanzó los sencillos «mangata» e «INRI», y participó en el álbum Torii Yama (2024) del cantante español Dellafuente, en la canción «Romero Santo». Con esta canción, Judeline debutaría en las listas oficiales de ventas de PROMUSICAE, en el puesto 35.
En octubre de 2024 salió su primer álbum Bodhiria, que incluye una colaboración con Rusowsky llamada Heavenly. En noviembre de ese mismo año, comenzó en Bruselas, Bélgica, el Bodhiria Tour, que la llevó actuar en más de 30 ciudades y en destacados festivales como la edición de 2025 del Festival de Música y Artes de Coachella Valley. También en 2024 participó como asesora en la novena temporada de la La Voz Kids , donde ayudó a Lola Índigo a tomar decisiones en su equipo.
En 2025 durante la primera semana en el festival de Coachella, interpretó una canción inédita en francés, portugués y español, que una semana más tarde sería publicada bajo el título «TÚ ET MOI» con la artista Mc Morena.

## Vida personal
Su familia materna es de Jerez de la Frontera y su padre de Venezuela. Tiene cuatro hermanos, uno de ellos es el cantante de Dancehall Swan Fyahbwoy.

## Discografía
Álbumes
- Bodhiria (2024)

EP
- de la luz (2022)

## Giras
- 2024-2025: Bodhiria Tour

## Premios y nominaciones
| Año  | Premio                    | Categoría                 | Trabajo nominado | Resultado | Ref    |
| ---- | ------------------------- | ------------------------- | ---------------- | --------- | ------ |
| 2024 | Premio El Ojo Crítico     | Música moderna            | Ella misma       | Ganadora  | [ 30 ] |
| 2024 | Premio Ruido              | Mejor álbum nacional      | Bodhiria         | Nominada  | [ 31 ] |
| 2025 | Premios Odeón             | Mejor artista alternativa | Ella misma       | Ganadora  | [ 32 ] |
| 2025 | Premios Music Move Europe | —                         | Ella misma       | Ganadora  | [ 33 ] |
| 2025 | Premios Lo Nuestro        | Mejor canción fusión      | «Brujería»       | Nominada  | [ 34 ] |
| 2025 | Premios Lo Nuestro        | Mejor artista revelación  | Ella misma       | Nominada  | [ 34 ] |